# Sphaerotholus
Sphaerotholus ist eine umstrittene Gattung der Vogelbeckensaurier (Ornithischia) aus der Gruppe der Pachycephalosauria. 
Von Sphaerotholus sind bislang nur Teile des Schädels gefunden wurden. Das Schädeldach ist wie bei allen Pachycephalosauriern verdickt, Stirn- und Scheitelbein sind zum Frontoparietale verschmolzen und stark aufgewölbt. Für Sphaerotholus charakteristisch ist die starke Aufwölbung des Schädeldachs und bestimmte Merkmale in der Anordnung der Schädelknochen und der knöchernen Höcker am Hinterkopf. Ansonsten ist über diese Dinosaurier nichts bekannt, vermutlich stimmt ihr Körperbau mit dem der übrigen Pachycephalosaurier überein. Demzufolge  bewegten sie sich mit den Hinterbeinen biped fort und ernährten sich vorrangig von Pflanzen.
Es sind zwei Arten bekannt, die beide in den USA gefunden wurden. Die Typusart ist Sphaerotholus goodwini, deren Überreste aus der Kirtland-Formation in New Mexico stammen. Die zweite Art ist S. buchholtzae, von der Fossilien in der Hell-Creek-Formation in Montana entdeckt wurden. Der Gattungsname leitet sich von dem griechischen Wörtern sphaira (=„Kugel“) und tholos (=„Kuppel“) ab und spielen auf das aufgewölbte Schädeldach an. Sämtliche Funde stammen aus der Oberkreide, S. goodwini aus dem späten Campanium und S. buchholtzae aus dem Maastrichtium.
Es ist umstritten, ob es sich bei Sphaerotholus um eine gültige Gattung handelt. So sieht beispielsweise R. Sullivan darin lediglich ein Synonym von Prenocephale. Klarheit darüber werden wohl nur weitere Funde bringen.